# Jerôme Ebella
Jerôme Ebella, longtemps connu sous le surnom de Kenzy, est un  rappeur, éditeur, producteur et agent artistique. Il est, dès 1991, manager du groupe Ministère A.M.E.R. et fondateur, avec Frédéric Bride de la société Secteur Ä en 1995. C'est à la suite de la création de cette société que prend fin la collaboration entre Jérôme Ebella et les membres de Ministère AMER. Les deux rappeurs du groupe, Stomy Bugsy et Passi, auront de nouveaux managers avec lesquels ils travailleront sur leurs projets solo. Secteur Ä Édition demeure -cependant- l'éditeur de l'album, 95200, de Ministère AMER.
Officiant en tant que manager/porte-parole, Kenzy  apparaît également sur plusieurs chansons du groupe, assurant des chœurs, des refrains ou des voix pour des intros et interludes. En tant que manager, éditeur ou producteur, il a été impliqué dans les premiers albums de Bisso Na Bisso, Stomy Bugsy, Futuristiq ou Doc Gyneco, ainsi que dans les compilations Kimberlite ou Première Classe.

## Biographie
Jerome Ebella est née le 8 janvier 1969, il grandit dans le XXeme arrondissement avant d'emménager à Garges-lès-Gonesse en 1985. Jeune, Ebella rate son BAC, à cause de son absentéisme fréquent. En 1990, il commence à manager le groupe Ministère A.M.E.R.. « Tu ne pouvais pas être manager à temps partiel d'un tel groupe. Il fallait quelqu'un pour parler des contrats. J'ai décidé de m'en occuper mais ce n'est pas quelque chose que j'ai demandé à faire. On était un ministère. Il fallait donc un porte-parole du ministère. Même si je n'ai pas été en cours lors de mon année de Terminale, j'ai réussi à accéder au rattrapage et je n'ai manqué le BAC que pour un seul point. Je me suis alors demandé ce que j'avais envie de faire de ma vie. Dans un bouquin, j’ai alors appris qu'on pouvait devenir publicitaire sans avoir ce diplôme, » explique-t-il. 
Il fait signer le groupe dans un petit label discographique local appelé Musidisc, par la suite racheté par Universal Music, dans lequel il est employé. Pour l'opinion publique et médiatique, Ebella était, dans les années 1990, « un leader occulte, une éminence grise, un chef de gang ou encore un gourou militant. »